# Eussoia leptodonta
Eussoia leptodonta е вид коремоного от семейство Assimineidae.

## Разпространение
Видът е разпространен в Мозамбик.